# دوروتی هارت
دوروتی هارت (انگلیسی: Dorothy Hart; ۴ آوریل ۱۹۲۲ – ۱۱ ژوئیهٔ ۲۰۰۴) هنرپیشه اهل ایالات متحده آمریکا بود.
از فیلم‌ها یا برنامه‌های تلویزیونی که وی در آن نقش داشته‌است می‌توان به تبعید و شهر عریان اشاره کرد.